# Bulelwa Madekurozwa
Bulelwa Madekurozwa (1972) es una pintora y grabadora zimbabuense nacida en Zambia.

## Trayectoria
Madekurozwa nació en 1972. Estudió en el Politécnico de Harare en Zimbabue, donde más tarde se incorporó a la facultad. Como estudiante, Madekurozwa se vio influenciada por la disparidad que notó entre las representaciones de hombres y mujeres en los retratos pintados. Esta observación la llevó a involucrarse con temas que desafiaban los estereotipos de género tradicionales. En 1995, Madekurozwa se declaró públicamente lesbiana.
En 1997, Madekurozwa participó en un programa de intercambio de profesores con la Universidad de la Mancomunidad de Virginia. Dos años más tarde, realizó una residencia en la Gasworks Gallery en Londres, donde creó un trabajo que se centró en la "relación entre hombres y mujeres y entre lo privado y lo público".
Madekurozwa ha relacionado la frecuencia de la representación de mujeres dóciles en el arte zimbabuense con los intereses de los compradores extranjeros, que a menudo quieren y esperan comprar representaciones estereotipadas de África, que los artistas locales a su vez se sienten presionados a producir. Explicó en una entrevista de 1998 con Inter Press Service que: "Si no vendes, no vives, no comes. Muchas veces no produces lo que te gustaría. Y eso les da a los extranjeros mucho poder sobre lo que es el arte de Zimbabue".

## Obra
La obra de Madekurozwa fue descrita en la Enciclopedia Queer de las Artes Visuales como "la articulación del conflicto entre las expectativas sociales, los estereotipos de género y las necesidades personales". De su propia obra, Madekurozwa ha dicho: "Utilizo mi arte para recrear el mundo en mis propios términos; los tabúes quedan al descubierto y se da importancia a lo oculto. En mi obra, las mujeres son algo más que bestias de carga sin poder y el cuerpo masculino se convierte en objeto para el deleite del mirón".
Joyce M. Youmans señaló que Heaven (1997) es un ejemplo de cómo Madkurozwa contrarresta la mercantilización del cuerpo femenino, dirigiendo la mirada hacia las figuras masculinas de autoridad. El sujeto, un joven policía, parcialmente vestido con su uniforme, está representado como una pin-up de tamaño natural, lo que Youmans interpreta como una invitación a los ojos del espectador a "viajar al interior de la escena y acariciar el cuerpo masculino". Sunday Afternoon (1997) utilizó un enfoque similar, presentando a dos policías varones, uno solo parcialmente vestido, compartiendo un abrazo homosexual implícito, mientras miraban al espectador. Fue galardonada con el Mobil Overall Award of Distinction. El crítico Chiedza Musengesi, en su artículo para Gallery, elogió la técnica y los temas del cuadro, señalando que insta a los espectadores a "reexaminar nuestras nociones tradicionales sobre los sentimientos humanos y las necesidades individuales". De la misma pintura, Carol Magee señala que "las pinceladas amplias ayudan a crear energía emocional, dinamismo y tensión, al igual que su uso de colores oscuros e intensos".

## Reconocimientos
- Premio de Pintura en la 1.ª Bienal de Artes Visuales por Mujeres en Zimbabue (1997)
- Premio general de distinción de Mobil (1997)

## Exposiciones
- Arte contemporáneo en Zimbabue. Ámsterdam: Artoteek Ámsterdam Zuidoost, 1998.